# 蒙桑托
蒙桑托（葡萄牙語：Monsanto）是位於葡萄牙新伊達尼亞的一個村莊。蒙桑托面積131.76平方公里。2011年6月30日時，有人口828人。蒙桑托被譽為葡萄牙最美的村莊之一。